# なみだの宿
「なみだの宿」（なみだのやど）は、1981年5月1日に発売された石川さゆりのシングルである。

## 解説
- 前作の「鴎という名の酒場」から8か月ぶりのリリース・シングル。
- 当曲で石川は、1981年末の『第32回NHK紅白歌合戦』へ5年連続5回目の出場と成った。
- この曲のシングル盤レコードは日本コロムビアから発売されたが、石川さゆりがポニーキャニオン、テイチクエンタテインメントへそれぞれレコード会社を移籍したことに併せて、各レコード会社から発売された石川のベスト・アルバムに収録されている。

## 収録曲
- 両楽曲共に、作詞：たかたかし／作曲：鈴木淳／編曲：京建輔

1. なみだの宿 (3分34秒)
2. あなたへの旅 (3分31秒)